# Aganippiska brunnssällskapet
Aganippiska brunnssällskapet var en litterär förening, som stiftades i Stockholm hösten 1839 av skalden Carl Fredric Dahlgren och var verksam i ungefär ett års tid. 
Medlemmarna samlades en gång varannan vecka i Dahlgrens hem till sammankomst, varvid källan Aganippe, efter vilken sällskapet uppkallats, representerades av tekannan och punschbålen. Bland medlemmarna fanns författaren Carl Jonas Love Almqvist, författaren Adolf Arwidsson, författaren August Blanche, Johan Gabriel Carlén, författaren Emilie Flygare-Carlén, skalden Olof Fryxell, Emilie Holmberg, författaren Göran Ingelman, prästen och diktaren Julius Axel Kiellman-Göranson, prästen och författaren Gustaf Henrik Mellin, tidningsmannen Carl Fredrik Ridderstad, bibliotekarien J.E. Rydqvist, konstnären Maria Röhl, författaren Johan Vilhelm Snellman, tidningsmannen O.P. Sturzen-Becker med flera.